# Соловьёв, Иван Трофимович
Иван Трофимович Соловьёв (1913—1993) — советский железнодорожник, старший машинист локомотивного депо Зилово ЗабЖД, Читинская область. Герой Социалистического Труда (1959).

## Биография
Родился в 1913 году в Рига (ныне Латвия). Жил и учился в Белоруссии.
В январе 1933 года по путёвке комсомола приехал в Забайкалье, на станцию Зилово Забайкальской железной дороги. Начал работать слесарем по ремонту паровозов, возглавил в депо комсомольско-молодёжный ремонтный цех. В феврале 1935 года стал помощником машиниста, а в декабре того же года — машинистом паровоза.
В 1936 году был призван на службу в РККА, получил специальность стрелка-радиста. Участвовал в боях на Халхин-Голе.
После увольнения в запас вернулся в Зилово и вновь встал у реверса паровоза. Освоил передовые методы вождения поездов и ухода за паровозом. Создал собственный технологический процесс обслуживания паровоза, выработал эффективные приёмы вождения поездов. Для Транссиба характерен сложный профиль пути, что не позволило последовать кривоносовскому методу увеличения грузоперевозок за счёт повышения скорости. Пришлось искать другие возможности для повышения производительности труда — в частности, за счёт увеличения грузоподъёмности состава.
В мае 1941 года в депо Зилово доставили паровоз «Еф-93», требовавший большого ремонта. Соловьёв, по собственной инициативе с товарищами, восстановил машину и в начале июне уже вышел в рейс. Впоследствии этот паровоз стал своеобразной лабораторией передового опыта. Машинист-новатор своими руками сделал более 50 рационализаторских усовершенствований, что позволило продлить срок службы деталей, облегчить уход за паровозом, улучшить его ремонт.
С начала Великой Отечественной войны Иван Соловьёв возглавил созданную в Зилово паровозную колонну имени ГКО СССР. Паровозная бригада Соловьёва вошла в число передовых по сети дорог страны. Она провела около 300 тяжеловесных поездов и перевезла дополнительно к плану свыше 25 тысяч тонн груза. При этом паровоз прошёл без капитального ремонта около 600 тыс. км, при среднемесячном пробеге свыше 14 тыс. км. Сам машинист-новатор постоянно совершенствовал мастерство высокоэффективной эксплуатации паровоза, увеличивая среднесуточные и межремонтные пробеги. Всю войну Соловьёв проработал на восстановленном им паровозе «Еф-93».
Опыт зиловского машиниста широко освещался на страницах отраслевой газеты «Гудок». Соловьёвское движение стало приобретать массовый характер. Награждён именными часами, было присвоено звание «инженер-лейтенант тяги».
Вновь отличился летом 1945 года, в период особо напряжённых перевозок советских войск из Европы на Забайкальский фронт для участия в войне против Японии. В этот период выдвинул ценную инициативу по  вождению тяжеловесных составов в условиях особо сложной забайкальской рельефной и природной зоны. Реализовал более 40 рационализаторских предложений, что позволило сэкономить 2942 тонны топлива, сберечь на ремонтных работах 171 тысячу рублей.
В 1945 году явился инициатором социалистического соревнования на Забайкальской магистрали за увеличение полезной работы паровоза, удлинение межремонтных пробегов, экономию топлива. После войны на новом паровозе серии ЕА добился перевыполнения норм по использованию локомотива, продолжал водить тяжеловесные поезда, повысив полезную работу паровоза на 50-60 %.
В том же 1959 году прошёл переподготовку и получил права на вождение тепловозов, и ещё много лет водил составы по Забайкальской магистрали. Депутат ВС СССР 2—4 созывов (1946—1958)
Жил в посёлке Аксёново-Зиловское (Чернышевский район, Читинская область).
Умер 22 февраля 1993 года.

## Награды и премии
- Герой Социалистического Труда (1 августа 1959 года) — за выдающиеся успехи, достигнутые в развитии железнодорожного транспорта
- два ордена Ленина
- медаль «За отвагу» (1939) — за участие в боях на Халхин-Голе
- Сталинская премия третьей степени (1949) — за коренные усовершенствования процесса работы паровозных бригад по эксплуатации и ремонту паровозов, обеспечившие значительное повышение производительности труда, экономию топлива и улучшение использования паровозов
- два знака «Почётному железнодорожнику»
- На станции Зилово на пьедестале установлен паровоз, на котором работал Герой.